# 香山镇 (扎鲁特旗)
香山镇，是中华人民共和国内蒙古自治区通辽市扎鲁特旗下辖的一个乡镇级行政单位。

## 行政区划
香山镇下辖以下地区：
香山村、河东村、永乐村、广兴堡村、小河西村、兴双村、双龙泉村、大柳树村、罕山村、巴彦宝力皋村、中心村、五段地村、福山村、五道井子村、新发村和巴彦查干林场。